# Roger Rudel
 (mai 2025).
Si vous disposez d'ouvrages ou d'articles de référence ou si vous connaissez des sites web de qualité traitant du thème abordé ici, merci de compléter l'article en donnant les références utiles à sa vérifiabilité et en les liant à la section « Notes et références ».
Pour les articles homonymes, voir Rudel et Rudelle (homonymie).
Roger Rudel est un acteur, auteur-compositeur-interprète et directeur artistique français, né le 14 décembre 1921 à Montpellier (Hérault) et mort le 19 juillet 2008 au Pecq (Yvelines).
Spécialisé dans le doublage, il était marié à la comédienne Jeanine Freson, autre « star » du doublage. Il est surtout connu pour être la voix française de Kirk Douglas dans la plupart de ses films, dont Vingt mille lieues sous les mers, Les Vikings ou Le Reptile. Il est aussi quelquefois la voix de Robert Vaughn, dans L'Agence tous risques, en 1987 et dans la série Des agents très spéciaux. Il a également prêté sa voix au lieutenant Ripley « Rip » Masters (James Brown) dans Rintintin et à Artemus Gordon (Ross Martin) dans Les Mystères de l'Ouest.
Également directeur artistique, il a supervisé le doublage de nombreux films, notamment certains films de la série des James Bond.

## Biographie

### Carrière
En 1940, Roger Rudel obtient son premier cachet de comédien à Montpellier pour la pièce Polyphème d'Albert Salmain. En 1943, il décide de monter à Paris et se présente au concours du Conservatoire où il est reçu premier ex aequo avec Gérard Philipe. Cette même année, il part en tournée et débute à Bourgoin (Isére) avec la Compagnie des Romanesques de Jean Serge et Jacqueline Morane, aux côtés de Louis Arbessier, Guy Piérauld, Marie Mergey et Armand Tavares (il joue Le Cid).
En 1947, un responsable du doublage de la Metro-Goldwyn-Mayer à Paris lui propose de faire de la synchronisation. Hésitant, il accepte tout de même. Ce sera pour le film Le Portrait de Dorian Gray dans lequel il double George Sanders.
Ensuite, les doublages s'enchaînent. La Metro-Goldwyn-Mayer, toujours, lui confie les voix de Fred Astaire dans ses films des années 1950, Gene Kelly, Frank Sinatra… La 20th Century Fox lui propose de doubler Tyrone Power dans Capitaine King (1953). Il prête aussi sa voix à Errol Flynn dans Gentleman Jim (1942), Montgomery Clift dans Tant qu'il y aura des hommes (1953), Marcello Mastroianni dans La Dolce Vita (1959), Jack Lemmon travesti dans Certains l'aiment chaud (1959), Rod Taylor dans Les Oiseaux (1963) ainsi qu'à Mel Ferrer, Glenn Ford, Vittorio Gassman, Ronald Reagan, Richard Widmark…
Cependant, son acteur fétiche à l'écran reste Kirk Douglas qu'il commence à doubler dans L'Emprise du crime (1946). C'est lors de la première parisienne du film Histoire de détective (1951) qu'il rencontre l'acteur américain. À la sortie de la projection au Paramount, l'acteur américain lui avoue : « Vous avez les mêmes tripes que moi ! » En 1960, Kirk Douglas envoie une lettre à la branche française d'Universal demandant expressément que ce soit Rudel qui le double dans Spartacus. Autre témoignage, celui de Claude Chabrol, pour lequel Rudel a tourné dans Le Boucher (1970) : « Je ne regarde pas un film avec Kirk Douglas s'il n'est pas doublé par Roger Rudel ! »[réf. nécessaire]
À la télévision, Rudel prête sa voix au héros du Virginien, à Rip Masters dans Rintintin… En 1967, il croise le chemin d'une autre série, Les Mystères de l'Ouest, dans laquelle il double le truculent Ross Martin alias Artemus Gordon.
En 1973, il devient directeur de plateau pour le compte de la SPS (Société parisienne de sonorisation). En 12 ans, il dirige environ 300 doublages parmi lesquels de nombreux Disney, les James Bond, les Panthère rose, les films avec Terence Hill et Bud Spencer, Les pirates du métro (1974), Le crime de l'Orient-Express (1974), Un pont trop loin (1976), Midnight Express (1978)… Il fait débuter Pierre Arditi à la synchro. Il le choisit pour doubler Rudolf Noureiev dans Valentino (1976). Il dirige Francis Huster dans Mahler (1974) dans lequel ce dernier prête sa voix à Robert Powell. Il dirige également Isabelle Huppert, Marlène Jobert, Annie Girardot…
De 1984 à 1987, il dirige à la SIS (Société industrielle de sonorisation) des films importants comme Dangereusement Vôtre (1985), Tuer n'est pas jouer (1987) puis également à Synchro Vidéo des épisodes de séries : Matlock, L'Homme de fer, Perry Mason, Arabesque, Cannon, Deux flics à Miami…
Parallèlement à cette carrière de directeur artistique, il continue, bien sûr, à faire du doublage en tant que comédien. Il double notamment Kirk Douglas dans Coup double (1986).
C'est à la fin des années 1980 qu'il se retire progressivement du métier, même si certains décideurs le rappellent ponctuellement pour doubler Kirk Douglas dans quelques rares films.

### Décès
Il meurt pendant l'été 2008 à l'âge de 86 ans.

## Théâtre
- 1943-1944 : Tournée du Cid dans la troupe de Jean Serge
- 1944 : Esther de Racine, mise en scène Georges Le Roy, Comédie-Française
- 1944 : Ruy Blas de Victor Hugo, mise en scène Pierre Dux, Comédie-Française
- 1945 : À l'approche d'un soir du monde de Fabien Reignier, mise en scène Maurice Escande et Jacques-Henri Duval, théâtre Saint-Georges
- 1946 : Antoine et Cléopâtre de William Shakespeare, mise en scène Jean-Louis Barrault, Comédie-Française
- 1946 : Le Burlador de Suzanne Lilar, mise en scène Louis Ducreux, théâtre Saint-Georges
- 1946 : Hamlet de William Shakespeare, mise en scène Jean-Louis Barrault, théâtre Marigny
- 1953 : Crime parfait de Frederick Knott, mise en scène Georges Vitaly, théâtre des Ambassadeurs
- 1957 : Concerto de Jean-Jacques Varoujean, mise en scène Jean Chapot, théâtre de l'Œuvre

## Filmographie

### Cinéma

#### Longs métrages
- 1945 : Étrange Destin de Louis Cuny
- 1947 : Le Silence de la mer de Jean-Pierre Melville
- 1953 : Les Révoltés de Lomanach de Richard Pottier : Fouché
- 1956 : La première balle tue de Russell Rouse
- 1959 : Le Pain des Jules de Jacques Séverac : Padovani
- 1960 : La Dragée haute de Jean Kerchner
- 1960 : Fortunat d'Alex Joffé : un milicien
- 1962 : Douce Violence de Max Pécas
- 1962 : Les Bonnes Causes de Christian-Jaque : le docteur
- 1964 : Le Tigre aime la chair fraîche de Claude Chabrol : Benita
- 1965 : La Corde au cou de Joseph Lisbona : inspecteur Combes
- 1965 : Nick Carter et le Trèfle rouge de Jean-Paul Savignac : Beckman
- 1965 : Du rififi à Paname de Denys de La Patellière : le docteur
- 1966 : Martin soldat de Michel Deville : un Français
- 1970 : Le Boucher de Claude Chabrol : l'inspecteur Grumbach

#### Courts métrages
- 1966 : Nathalie d'Anne Dastrée
- 1966 : Jusqu'au soir ou la Ligne des jours de Tewfik Fares

### Télévision
- 1964 : L'Abonné de la ligne U de Yannick Andreï : le commissaire Picard
- 1967 : Les Enquêtes du commissaire Maigret de Claude Barma, épisode : Cécile est morte
- 1967 : En votre âme et conscience, épisode : L'Affaire Francey de  Claude Dagues
- 1968 : L'Homme de l'ombre, épisode Le Condamné à mort de Guy Jorré
- 1968 : Provinces, épisode La Chevelure d'Atalante de Robert Mazoyer
- 1970 : Adieu Mauzac, de Jean Kerchbron : Robert Lyon
- 1971, 1974 : Aux frontières du possible de Victor Vicas : le commissaire Chalier de la DST
- 1971 : Arsène Lupin : le directeur de prison

## Doublage
Les dates indiquées correspondent aux sorties des films.

### Cinéma

#### Films
- Kirk Douglas dans :
  - L'Emprise du crime : Walter O'Neil
  - L'Homme aux abois : Noll « Dink » Turner
  - Le Champion : Michael « Midge » Kelly
  - Le Gouffre aux chimères : Charles Tatum
  - Histoire de détective : le détective James « Jim » McLeod
  - La Captive aux yeux clairs : Jim Deakins
  - Une corde pour te pendre : Len Merrick
  - Ulysse : Ulysse
  - Vingt mille lieues sous les mers : Ned Land
  - L'Homme qui n'a pas d'étoile : Dempsey Rae
  - La Rivière de nos amours : Johnny Hawks
  - Règlements de comptes à O.K. Corral : Doc Holliday
  - Les Vikings : Einar
  - Le Dernier Train de Gun Hill : Matt Morgan
  - Au fil de l'épée : Richard Dudgeon
  - Liaisons secrètes : Larry Coe
  - Spartacus : Spartacus
  - Ville sans pitié : le major Steve Garrett
  - El Perdido : Brendan « Bren » O'Malley
  - Seuls sont les indomptés : John « Jack » W. Burns
  - Quinze Jours ailleurs : Jack Andrus
  - Le Dernier de la liste : le vicaire Atlee / George Brougham / M. Pythian / Arthur Henderson
  - Trois filles à marier : Donald Kenneth « Deke » Gentry
  - Sept jours en mai : le colonel Martin « Jiggs » Casey
  - L'Ombre d'un géant : le colonel David « Mickey » Marcus
  - La Route de l'Ouest : Sénateur William J. Tadlock
  - La Caravane de feu : Lomax
  - Les Frères siciliens : Frank Ginetta
  - L'Arrangement : Eddie Arness
  - Un détective à la dynamite : Jamison (Jim) Schuyler dit « Sky »
  - Le Reptile : Paris Pitman Jr.
  - Dialogue de feu : Will Tenneray
  - Un homme à respecter : Steve Wallace
  - La Brigade du Texas : Howard Nightingale
  - Holocauste 2000 : Robert Caine
  - Cactus Jack : Cactus Jack
  - Saturn 3 : Adam
  - Nimitz, retour vers l'enfer : le commandant Matthew Yelland
  - Un flic aux trousses : Carl « Buster » Marzack
  - Coup double : Archie Long
  - L'embrouille est dans le sac : Eduardo Provolone
  - Greedy : l'oncle Joe

- Frank Sinatra dans :
  - Blanches colombes et vilains messieurs : Nathan Detroit
  - Orgueil et Passion : Miguel
  - Les Diables au soleil : Lt. Sam Loggins
  - Un trou dans la tête : Tony Manetta
  - L'Inconnu de Las Vegas : Danny Ocean
  - Astronautes malgré eux : Lui-même
  - Un crime dans la tête : Bennett Marco
  - Quatre du Texas : Jack Thomas
  - Les Inséparables : Daniel Edwards
  - Les Sept Voleurs de Chicago : Robbo
  - Chantage au meurtre : Sam Laker
  - Un beau salaud : Dingus Billy Magee

- Tyrone Power dans :
  - Échec à Borgia : Orsini
  - Guérillas : Ensign John Palmer
  - L'Attaque de la malle-poste : Tom Owens
  - La Dernière Flèche : Duncan McDonald
  - Courrier diplomatique : Mike Kells
  - Capitaine King : Le capitaine Alan King
  - Tant que soufflera la tempête : Paul Van Riebeck
  - Témoin à charge : Leonard Vole
  - Le soleil se lève aussi : Jacob « Jake » Barnes

- Hugh O'Brian dans :
  - Au mépris des lois : Lt. Robert Harley
  - Les Conducteurs du diable : le soldat Wilson
  - Le Fils d'Ali Baba : Hussein
  - L'Heure de la vengeance : Hank Purvis
  - À feu et à sang : Red Buck
  - L'Expédition du Fort King : Kajeck
  - Le Déserteur de Fort Alamo : Lt. Tom Lamar
  - Le Justicier impitoyable[2] : Frank Hudson
  - La Brigade héroïque : Carl Smith

- Fred Astaire dans :
  - Parade de printemps : Don Hewes
  - Entrons dans la danse : Josh Barkley
  - Mariage royal : Tom Bowen
  - Trois petits mots : Bert Kalmar, alias Kendall le Grand (voix parlée)
  - Tous en scène : Tony Hunter (voix parlée)
  - Drôle de frimousse : Dick Avery
  - La Belle de Moscou : Steve Canfield
  - Mon séducteur de père : Biddeford « Pogo » Poole

- Gene Kelly dans :
  - Un jour à New York : Gabey
  - Brigadoon : Tommy Albright
  - Les Girls : Barry Nichols (voix parlée)
  - Procès de singe : E.K. Hornbeck
  - Le Milliardaire : Lui-même
  - Madame Croque-maris : Pinky Benson
  - Xanadu : Danny McGuire

- Richard Widmark dans :
  - Les Deux Cavaliers : le lieutenant Jim Gary
  - Une poignée de plombs : le shérif Frank Patch
  - Police sur la ville : Daniel Madigan
  - La Théorie des dominos : Tagge
  - Le Secret de la banquise : Otto Gerran
  - Contre toute attente : Ben Caxton

- Ricardo Montalbán dans :
  - Bastogne : John Rodrigues
  - Sayonara : Nakamura
  - Piège au grisbi : Pete Delanos
  - Madame X : Phil Benton
  - Les Corrupteurs : Jalisco

- Arthur Kennedy dans :
  - Mon fils est innocent : Barney Castle
  - Les Années sauvages : Rick Harper
  - Crépuscule sur l'océan : Le second Ramsay
  - Les Cheyennes : Doc Holliday

- Henry Silva dans :
  - Le Trésor du pendu : Rennie
  - La Revanche du Sicilien : Salvatore Giordano alias « Johnny Cool »
  - Du sang dans la montagne : Mendez
  - Frissons garantis : Frank Boley

- Peter Hansen dans :
  - Le Choc des mondes : Dr Tony Drake
  - Le Fils de Géronimo : Le lieutenant Weston Hathersall
  - Le Souffle de la violence : George Menefee

- Jeffrey Hunter dans :
  - Jesse James, le brigand bien-aimé : Frank James
  - La Dernière Fanfare : Adam Caulfield
  - Le Jour le plus long : Le sergent John H. Fuller

- Robert Vaughn dans :
  - Ce monde à part : Chester A. « Chet » Gwynn
  - Les Sept Mercenaires : Lee
  - La Tour infernale : Le sénateur Gary Parker (1er doublage)

- Guy Stockwell dans :
  - Les 3 épées de Zorro : Diego de Guadalupe / Diego Ortiz / Zorro
  - Les yeux bandés : James Fitzpatrick
  - En pays ennemi : Braden

- Robert Duvall dans :
  - Cent dollars pour un shérif : Ned Pepper
  - The Great Northfield Minnesota Raid : Jesse James
  - Joe Kidd : Frank Harlan

- Jack Webb dans :
  - Échec au hold-up : Joe Regas
  - La Peau d'un autre : Pete Kelly

- Rodolfo Acosta dans :
  - Les Boucaniers de la Jamaïque : Le capitaine Poulini
  - Hondo, l'homme du désert : Silva

- Dick Wesson dans :
  - La Blonde du Far-West : Francis Frayer
  - La Taverne des révoltés : Le sergent "Monk" Walter

- Alan Badel dans :
  - Salomé : Jean-Baptiste
  - Arabesque : Beshraavi

- Guy Madison dans :
  - La poursuite dura sept jours : Le capitaine Robert MacClaw
  - Le Retour de Django : Père Fleming

- Montgomery Clift dans :
  - Tant qu'il y aura des hommes : Robert Lee Prewitt
  - Freud, passions secrètes : Freud

- Peter Finch dans :
  - La Piste des éléphants : John Wiley
  - Au risque de se perdre : le docteur Fortunati

- Warren Stevens dans :
  - La Comtesse aux pieds nus : Kirk Edwards
  - Une balle signée X : Lou Fraden

- Hardy Krüger dans :
  - Liane la sauvageonne : Thoren
  - Hatari ! : Kurt Mueller

- L.Q. Jones dans :
  - Cote 465 : Le sergent Davis
  - L'Aventurier du Texas : Pecos

- Whit Bissell dans :
  - L'Orchidée noire : M. Harmon
  - Le Plus Sauvage d'entre tous : Mr. Burris

- Marco Guglielmi dans :
  - Sursis pour un vivant : Jérémie Rinchet, le peintre
  - Le Monstre aux yeux verts : Le capitaine Carloni

- Sergio Fantoni dans :
  - La Bataille de Marathon : Théocrite
  - Pas de lauriers pour les tueurs : Dr Carlo Farelli

- Conrad Phillips dans :
  - Scotland Yard contre X : Dr Alan Richford
  - Le Train de 16 h 50 : Harold Ackenthorpe

- Rod Taylor dans :
  - Les Oiseaux : Mitch Brenner
  - Le Téléphone rouge : Le colonel Hollis Farr

- Christopher Lee dans :
  - Le Corps et le Fouet : Kurt Menliff
  - Le Trône de feu : Juge George Jeffreys

- Martin Landau dans :
  - Cléopâtre : Rufio
  - Vengeance dans la ville : Howard Bains

- Klaus Kinski dans :
  - Le Carnaval des truands : Erich Weiss
  - Nom de code : Oies sauvages : Charlton

- Raffaele Mottola dans :
  - Avanti ! : le douanier
  - Quand faut y aller, faut y aller : le correspondant viso conférence

Mais aussi :
- 1940 : Les Tuniques écarlates : un gendarme escortant Louis Riel et Jacques Corbeau[Qui ?]
- 1941 : Qu'elle était verte ma vallée : Davy (Richard Fraser)
- 1942[3] : Casablanca : le marchand de tapis marocain (Frank Puglia)
- 1942 : Cinquième Colonne : Frank Fry (Norman Lloyd)
- 1945 : Le Portrait de Dorian Gray : Lord Henry Wotton (George Sanders)
- 1947 : Les Démons de la liberté : le capitaine Munsey (Hume Cronyn)
- 1947 : Meurtre en musique : Buddy Hollis (Don Taylor)
- 1947 : Huit Heures de sursis : Nolan (Dan O'Herlihy)
- 1947 : Chasse tragique : Andrea (Ermanno Randi)
- 1948 : Far West 89 : John Younger (Robert Bray)
- 1948 : Les Trois Mousquetaires : le comte de Wardes (Richard Simmons)
- 1948 : La Cité sans voiles : le jeune épicier fou[Qui ?]
- 1948 : La Rivière d'argent : l'homme à la réception du président (Ross Ford)
- 1948 : Pénitencier du Colorado : officier Joe Gray (Ralph Byrd)
- 1949 : Le Démon de l'or : Ludi (Arthur Hunnicutt)
- 1949 : Les Amants du Capricorne : Le révérend Smiley (Victor Lucas)
- 1949 : Entrée illégale : l'agent Crowthers (Robert Osterloh)
- 1950 : Capitaine sans peur : le capitaine Escobar Entenza (John Witty)
- 1950 : Le Grand Alibi : Jonathan Cooper (Richard Todd)
- 1950 : Les Mines du roi Salomon : John-Jean Goode (Richard Carlson)
- 1950 : La Révolte des dieux rouges : Jonas Weatherby (Rush Williams)
- 1950 : Quand la ville dort : l'agent de police Jim[Qui ?]
- 1950 : Sur le territoire des Comanches : Pakanah (Rick Vallin)
- 1950 : Le Violent : le détective Brub Nicolai (Frank Lovejoy)
- 1950 : Rio Grande : Daniel « Sandy » Boone (Harry Carey Jr.)
- 1950 : Boulevard du crépuscule : un assistant de Cecil B. DeMille[Qui ?]
- 1950 : L'Esclave du gang : Nick Prenta (Steve Cochran)
- 1951 : Une place au soleil : un ami de la famille Vickers[Qui ?]
- 1951 : Tomahawk : Le lieutenant traducteur[Qui ?]
- 1951 : Espionne de mon cœur : Dr Estrallo (Norbert Schiller)
- 1951 : Dans la gueule du loup : Thomas Clancy (Richard Kiley)
- 1951 : Menace dans la nuit : le lieutenant détective (Ralph Brooks)
- 1952 : Ruby Gentry : Jewel Corey (James Anderson)
- 1952 : La Maîtresse de fer : Rezin Bowie (Richard Carlyle)
- 1952 : La Mission du commandant Lex : Austin McCool (David Brian)
- 1952 : Les Indomptables : Red Logan (Jimmie Dodd) et le joueur de dés malchanceux[Qui ?]
- 1952 : Passage interdit : Dave Chittun (Lee Van Cleef)
- 1953 : Sombrero : Alejandro Castillo (Vittorio Gassman)
- 1953 : À l'assaut du Fort Clark : Pino (Dennis Weaver)
- 1953 : Le Port des passions : Rawlings (Harry Morgan)
- 1953 : Le Sabre et la Flèche : Jim Starbuck (Lloyd Bridges)
- 1953 : Jules César : Titinius (John Parrish)
- 1953 : Retour au paradis : un membre de l'équipage de l'avion
- 1953 : La Tunique : Le vendeur d'esclaves (Marc Snow)
- 1953 : Le Triomphe de Buffalo Bill : un citadin de Sacramento[Qui ?]
- 1954 : Du rififi chez les hommes : Jo le Suédois (Carl Möhner)
- 1954 : Le crime était presque parfait : Charles alexander Swan / Le capitaine Lesgate (Anthony Dawson)
- 1954 : Prince Vaillant : Sire Lancelot du Lac (Don Megowan)
- 1954 : Sabrina : le professeur (Marcel Hillaire)
- 1954 : Les Proscrits du Colorado : Jet Cosgrave (John Derek)
- 1954 : Le Beau Brummel : Lord Edwin Mercer (James Donald)
- 1954 : L'Infernale Poursuite : William Pittenger (John Lupton)
- 1954 : Attila, fléau de Dieu : Bleda (Ettore Manni)
- 1955 : La Fureur de vivre : Cookie (Jack Simmons)
- 1955 : Dossier secret : un homme en uniforme interrogé[Qui ?]
- 1955 : Le Renard des océans : le journaliste de Radio Berlin[Qui ?]
- 1955 : Le Fleuve de la dernière chance : le lieutenant Wayne Ford (Rex Reason)
- 1955 : Le Tigre du ciel : le sergent Sykes (Frank Faylen)
- 1955 : Cinq Fusils à l'ouest : John Candy (R. Wright Campbell) (1er doublage)
- 1955 : Les Îles de l'enfer : le commissaire Peña (Eduardo Noriega)
- 1955 : Les Briseurs de barrages : un des observateurs (Edwin Styles) et le caporal demandant un laissez-passer[Qui ?]
- 1955 : Les Pièges de la passion : Greg Trent (John Harding)
- 1955 : Valse royale : l'empereur François-Joseph Ier[Qui ?]
- 1956 : Moby Dick : Flask (Seamus Kelly)
- 1956 : La Prisonnière du désert : Charlie McCorry (Ken Curtis)
- 1956 : L'Ultime Razzia : Val Cannon (Vince Edwards)
- 1956 : L'Homme qui en savait trop : Woburn (Noel Willman)
- 1956 : Terre sans pardon : Innocencio Ortega (Gilbert Roland)
- 1956 : Marqué par la haine : David, l'acteur[Qui ?]
- 1956 : Le Faux Coupable : l'avocat-général Tomasini (John Heldabrand)
- 1956 : La Vie passionnée de Vincent van Gogh : l'hôtelier d'Arles[Qui ?]
- 1956 : Coup de fouet en retour : Fresno (Lee Roberts)
- 1956 : L'Homme de San Carlos : Compos (Natividad Vacio)
- 1956 : Crépuscule sanglant : Alec Longmire (Rory Calhoun)
- 1956 : Le Roi des vagabonds : René de Montigny (William Prince)
- 1956 : La première balle tue : George Temple / George Kelby Jr. (Glenn Ford)
- 1956 : Attaque : Le lieutenant Harold « Harry » Woodruff (William Smithers)
- 1956 : Diane de Poitiers : Le comte Ridolfi (Michael Ansara)
- 1957 : Douze hommes en colère : Le juré no 4 (E. G. Marshall)
- 1957 : L'Odyssée de Charles Lindbergh : Le capitaine instructeur (Carleton Young)
- 1957 : Terre sans pardon : Innocencio Ortega (Gilbert Roland)
- 1957 : Le Grand Chantage : Steve Dallas (Martin Milner)
- 1957 : Le Jugement des flèches : « Loup furieux » (H.M. Wynant)
- 1957 : Le Carnaval des dieux : Joe Matson (Michael Pate)
- 1957 : L'Esclave libre : Le commissaire priseur (Larry J. Blake)
- 1957 : Traqué par Scotland Yard : l'officier Hughes (John Warwick)
- 1957 : Le Vengeur : Rafe Sanders (Myron Healey)
- 1957 : Le Miroir au secret : le shérif (John Frederick)
- 1957 : Racket dans la couture : Tulio Renata (Robert Loggia)
- 1957 : Les Délinquants : l'inspecteur Gomez[Qui ?]
- 1957 : La Femme et le Rôdeur : Sam Sanders (Tom Tryon)
- 1958 : La Forêt interdite : Walt Murdock (Christopher Plummer)
- 1958 : Les Travaux d'Hercule : le chef du groupe de soldats emmenant un prisonnier[Qui ?]
- 1958 : Le Gaucher : Pat Hill (Bob Anderson)
- 1958 : L'Héritage de la colère : « Silver » Ward Hogan (Jock Mahoney)
- 1958 : La Dernière Torpille : Coleman, l'opérateur radio du Dauphin (Sam Edwards)
- 1958 : Le Général casse-cou : le soldat commandant le premier char américain (Robert 'Buzz' Henry)
- 1958 : L'Ennemi silencieux : Morgan (Alec McCowen)
- 1958 : Le Septième Voyage de Sinbad : le marin décharné / un forçat (Nino Falanga)
- 1959 : Rio Bravo : un des hommes des frères Burdette[Qui ?]
- 1959 : Certains l'aiment chaud : Jerry[4] / Daphné (Jack Lemmon) - voix féminine
- 1959 : Le Pont : l'estafette motocycliste[Qui ?] et un capitaine allemand[Qui ?]
- 1959 : Mirage de la vie : Allen Loomis (Robert Alda)
- 1959 : Le Tigre du Bengale : Asagara (Jochen Blume)
- 1959 : La police fédérale enquête : Sam Crandall (Murray Hamilton)
- 1959 : Fais Ta Prière… Tom Dooley : Tom Dooley (Michael Landon)
- 1959 : La Souris qui rugissait : le capitaine de l'armée (Bill Edwards)
- 1959 : Tout commença par un baiser : Alwin (Robert Hutton)
- 1959 : Le Géant du Grand Nord : Le lieutenant (Gary Vinson)
- 1959 : La Grande Guerre : Le sous-lieutenant Lorenzi (Mario Valdemarin (en))
- 1959 : La Mission secrète du sous-marin X-16 : Le lieutenant Phil Carney (Carleton Carpenter)
- 1960 : Celui par qui le scandale arrive : Hugh / Hubert Macauley (Guinn Williams)
- 1960 : Les Rôdeurs de la plaine : Le Kiowa (Rodd Redwing)
- 1960 : Jeux précoces : Le commissaire Fioresi (Pietro Germi)
- 1960 : Les Dents du diable : le premier policier (Peter O'Toole)
- 1960 : Un numéro du tonnerre : J. Otto Frantz (Eddie Foy Jr.)
- 1960 : Les Combattants de la nuit : le constable Lauden (J.G. Devlin)
- 1960 : Cinq Femmes marquées : le partisan yougoslave de la seconde brigade (Gérard Landry)
- 1960 : L'Auberge du Cheval-Blanc : Dr Erwin Siedler (Adrian Hoven)
- 1960 : Le Sergent noir : l'homme du train signalant que les chevaux ont soif[Qui ?]
- 1960 : Un brin d'escroquerie : le capitaine de corvette Evans (Basil Dignam)
- 1961 : Le Capitaine Fracasse : Lampourde (Riccardo Garrone)
- 1961 : Jugement à Nuremberg : L'avocat Hans Rolf (Maximilian Schell)
- 1961 : Le Triomphe de Michel Strogoff : le complice de Tatiana[Qui ?]
- 1961 : Mary la rousse, femme pirate : un duc[Qui ?]
- 1961 : La Doublure du général : le capitaine Patterson (Allan Cuthbertson)
- 1961 : Le troisième homme était une femme : Sam Kinney (Joe Bassett)
- 1961 : Gorgo : le reporter de la radio (Maurice Kauffman) et l'officier de marine en communication radio[Qui ?]
- 1961 : La Lame nue (The Nacked edge) de Michael Anderson : Donald Heath (Ray McAnally)
- 1962 : Du silence et des ombres : Robert E. Lee Ewell (James Anderson (en))
- 1962 : La Conquête de l'Ouest : Jethro Stuart (Henry Fonda)
- 1962 : La Plus Belle Fille du monde : David, un joueur de dès[Qui ?]
- 1962 : Sherlock Holmes et le Collier de la mort : l'acheteur texan (Heinrich Gies)
- 1962 : Tartarin de Tarascon : le pacha de l'oasis[Qui ?]
- 1962 : L'Ange de la violence : le shérif[Qui ?]
- 1962 : Fureur à l'ouest : le marshal adjoint Clint Fallon (Duane Eddy)
- 1962 : Jules César, conquérant de la Gaule : Le commandant Quintus Sabinus[Qui ?]
- 1962 : Le Monstre aux yeux verts : le capitaine Carloni (Marco Guglielmi)
- 1962 : Le Fils du capitaine Blood : Moses (John Kitzmiller), le capitaine Carlos Santiago Pedro de Molegado (José Nieto) et le narrateur
- 1963 : Bons baisers de Russie : Donald « Red » Grant (Robert Shaw)
- 1963 : Clémentine chérie : Le couturier de la FBI (Corrado Olmi)
- 1963 : Capitaine Sinbad : Mohar (Geoffrey Toone)
- 1963 : Le Procès des doges : le peintre[Qui ?]
- 1963 : Patrouilleur 109 : le lieutenant John F. Kennedy (Cliff Robertson)
- 1963 : Le Spectre du professeur Hichcock : Dr Charles Livingstone (Peter Baldwin)
- 1963 : Le Fils de Spartacus : Zaroc[Qui ?]
- 1963 : Goliath et l'Hercule noir : l'architecte assassiné[Qui ?]
- 1963 : Tom Jones : Blifil (David Warner)
- 1963 : Pousse-toi, chérie : le réceptionniste de l'hôtel (Max Showalter)
- 1964 : Que le meilleur l'emporte : Le sénateur Lazarus (H.E. West)
- 1964 : Ne m'envoyez pas de fleurs : Winston « Winnie » Burr (Hal March)
- 1964 : Week-end à Zuydcoote : le soldat français filmé de dos lors de la scène de pré-générique[Qui ?]
- 1964 : La Révolte des prétoriens : Seiano (Mirko Ellis)
- 1964 : Becket : Le lord-shérif de Londres[Qui ?]
- 1964 : L'Orgie des vampires : Sandro (Marco Mariani)
- 1964 : Pas de printemps pour Marnie : l'inconnu à l'hippodrome (Milton Selzer)
- 1964 : El Kebir, fils de Cléopâtre : le messager d'Octave[Qui ?]
- 1964 : À bout portant : Johnny North / Jeremy Nichols (John Cassavetes)
- 1964 : La Crypte du vampire : Friedrich Klauss (José Campos)
- 1964 : L'Homme à tout faire : l'aboyeur du stand de la femme à barbe[Qui ?]
- 1964 : Rio Conchos : Chico (Timothy Carey)
- 1964 : La Furie des Apaches : Burt Kaplan (Mariano Vidal Molina) et le soldat rapportant l'attaque des Apaches[Qui ?]
- 1964 : Spartacus et les Dix Gladiateurs : Le sénateur Julius Varron (Gianni Rizzo)
- 1964 : Maciste dans les mines du roi Salomon : le narrateur
- 1965 : Opération Tonnerre : Felix Leiter (Rik Van Nutter)
- 1965 : Merveilleuse Angélique : Rodogone (Gino Marturano)
- 1965 : Situation désespérée, mais pas sérieuse : Hank (Robert Redford)
- 1965 : La Grande Course autour du monde : Le baron Rolfe von Stuppe (Ross Martin)
- 1965 : Django le Proscrit (El proscrito del río Colorado) : Pat o'Brien (George Montgomery)
- 1965 : Mirage : Ted Caselle (Walter Matthau)
- 1965 : Les Exploits d'Ali Baba : le narrateur (Paul Frees)
- 1965 : Les Compagnons de la gloire : Le soldat Anthony Dugan (James Caan)
- 1966 : L'Homme à la Buick : voix à la radio
- 1966 : Le Bon, la Brute et le Truand : Le capitaine nordiste Harper (Antonio Molino Rojo)
- 1966 : Le Crépuscule des aigles : Le baron Manfred von Richthofen (Carl Schell)
- 1966 : Le renard s'évade à trois heures : le narrateur de la scène d'ouverture
- 1966 : La Grande Combine : Max (Noam Pitlik (en))
- 1966 : Le Retour des sept : Luis Emilio Delgado (Virgilio Teixeira)
- 1966 : Hawaï : le capitaine Rafer Hoxworth (Richard Harris)
- 1966 : Les Fusils du Far West : Buffalo Bill Cody (Guy Stockwell)
- 1966 : Trois Cavaliers pour Fort Yuma : Le capitaine Taylor (Lorenzo Robledo)
- 1966 : On a volé la Joconde : L'illusionniste (Alberto Bonucci)
- 1967 : On ne vit que deux fois : Dikko Henderson (Charles Gray)
- 1967 : La mort était au rendez-vous : Le shérif de Lyndon City (Franco Balducci)
- 1967 : Sept secondes en enfer : Thomas « Tom » Fitch (Richard Bull)
- 1967 : Guêpier pour trois abeilles : Mosca (David Dodimead)
- 1967 : Trois Gars, Deux Filles... un trésor : Le lieutenant Schwartz (Sandy Kenyon)
- 1967 : F comme Flint : le colonel / général Carter (Steve Ihnat)
- 1967 : Le Shérif aux poings nus : Joe Slade (Donnelly Rhodes)
- 1967 : Tire encore si tu peux : Templer (Milo Quesada)
- 1967 : Les Trois Fantastiques Supermen : le patron de la CIA[Qui ?]
- 1967 : Superman le Diabolique : l'inspecteur Lawrence (Nino Dal Fabbro)
- 1967 : Coup de maître au service de sa majesté britannique : l'acteur dans le western (George Eastman)
- 1968 : Bullitt de Peter Yates : John Ross (Pat Renella)
- 1968 : Rosemary's Baby : M. Nicklas (Elisha Cook)
- 1968 : La Brigade des cow-boys : Le colonel Boykin (Wester Lau)
- 1968 : Un shérif à New York : Ferguson (James Gavin)
- 1968 : Un Colt nommé Gannon : Bo (James Callahan)
- 1968 : Pendez-les haut et court : Charles Blackfoot (Ned Romero)
- 1969 : Ne tirez pas sur le shérif : Tom Danby (Gene Evans)
- 1969 : La Tente rouge : l'aviateur Einar Lundborg (Hardy Krüger)
- 1969 : Opération V2 : David Scott (David Buck)
- 1969 : Sam Whiskey le dur : cousin Leroy (Anthony James)
- 1969 : La Mutinerie : Nick[Qui ?]
- 1969 : Sept hommes pour Tobrouk : le fonctionnaire britannique recevant Heinz[Qui ?]
- 1969 : À l'aube du cinquième jour : la voix off du speaker à la radio (Romano Ghini) et le prisonnier allemand derrière la palissade[Qui ?]
- 1969 : Santo et le trésor de Dracula : Pr Soler (Jorge Mondragón)
- 1969 : L'Ordinateur en folie : Sigmund van Dyke (Fritz Feld)
- 1970 : Appelez-moi Monsieur Tibbs : Rice Weedon (Anthony Zerbe)
- 1970 : Waterloo : le général August Gneisenau (Karl Lyepinsk)
- 1970 : Dans les replis de la chair : André Lagardère (Giancarlo Sisti), Antoine (Luciano Catenacci) et le réceptionniste de l'aéroport[Qui ?]
- 1971 : Le Mystère Andromède : voix dans la base Wildfire (Walter Edmiston)
- 1971 : On continue à l'appeler Trinita : le paysan vagabond (Enzo Fiermonte) (1er doublage)
- 1971 : L'Organisation : Chet (Ross Hagen)
- 1972 : L'aventure c'est l'aventure : un officiel dans la voiture
- 1972 : La Chevauchée des sept mercenaires : Scott Elliot (Ed Lauter)
- 1973 : Vivre et laisser mourir : Charlie alias "Toto" (Joie Chitwood)
- 1973 : Les Voleurs de trains : Calhoun (Christopher George)
- 1973 : Théâtre de sang : le policier accompagnant Larding (Bunny Reed)
- 1974 : Attention, on va s'fâcher ! : Attila (Deogracias Huerta)
- 1974 : L'Homme au pistolet d'or : l'officier des communications (Michael Fleming) et Gibson, l'homme assassiné devant le Bottoms Up (Gordon Everett)
- 1974 : Larry le dingue, Mary la garce : Steve (Tom Castranova)
- 1974 : Un justicier dans la ville : le procureur Attorney (Fred J. Scollay)
- 1974 : Apportez-moi la tête d'Alfredo Garcia : le gardien de l'hacienda (Garner Simmond) et un mexicain au village[Qui ?]
- 1975 : Zorro : le colonel Huerta (Stanley Baker)
- 1976 : La Revanche d'un homme nommé Cheval : le sorcier (Enrique Lucero (es))
- 1976 : Une fille pour le diable : le bagagiste de l'aéroport (William Ridoutt)
- 1977 : Le Piège infernal : Vic (Stephen Boyd)
- 1977 : L'Espion qui m'aimait : Sandor (Milton Reid)
- 1977 : MacArthur, le général rebelle : l'amiral Frederick C. Sherman (Harvey Vernon)
- 1978 : La Cage aux folles : le chauffeur de Charrier (Venantino Venantini)
- 1979 : Le Putsch des mercenaires : Jay Goldstein (Philip Baird)
- 1980 : Gloria : le chauffeur de Taxi au cimetière (Santos Morales)
- 1980 : Faut s'faire la malle : Directeur Henry Sampson (Nicolas Coster)
- 1981 : Reds : le Dr Lorber (Gerald Hiken)
- 1981 : Salut l'ami, adieu le trésor : Anulu (Sal Borgese)
- 1981 : Lola, une femme allemande : Volker (Hark Bohm)
- 1982 : Creepshow : le professeur Henry Northrup (Hal Holbrook)
- 1982 : Horreur dans la ville : le médecin des urgences (Joe Farango)
- 1983 : Escroc, Macho et Gigolo : Le mafieux pleurnichard (Nick Racousa)
- 1983 : Octopussy : le commissaire-priseur (Philip Voss)
- 1983 : Bonjour les vacances : le vendeur de voitures (Eugene Levy)
- 1984 : Top secret ! : le vendeur de souvenirs aveugle (Ian McNeice)
- 1984 : Ras les profs ! : Horn (William Schallert)
- 1985 : Star Trek 3 : À la recherche de Spock : Sarek (Mark Lenard)
- 1985 : Les Super-flics de Miami : Joe Garret (Richard Liberty)
- 1987 : Tuer n'est pas jouer : le général Anatol Gogol (Walter Gotell)
- 1989 : Meurtres en nocturne : Mike Seaver (Roy Scheider)

#### Film d'animation
- 1961 : Les 101 Dalmatiens : Roger Radcliffe

### Télévision

#### Téléfilms
- Kirk Douglas dans :
  - Victoire à Entebbé : Hershel Vilnofsky
  - Le Duel des héros : Handsome Harry Holland
  - Meurtre au crépuscule : Amos Lasher
  - Queenie, la force d'un destin : David Konig

- Ross Martin dans :
  - La Disparition : Jim Cutler
  - Le Retour des Mystères de l'Ouest : Artemus Gordon
  - Encore plus de Mystères de l'Ouest : Artemus Gordon

- 1973 : La Dernière Enquête : Max Brock (Richard Widmark)
- 1980 : Le Journaliste de gauche : Mark Case (Robert Vaughn)
- 1993 : La Classe américaine : Henry Fonda, Frank Sinatra, Clark Gable, Spencer Tracy, Randolph Scott

#### Séries télévisées
- Robert Vaughn dans :
  - Zorro : Miguel Roverto
  - Des agents très spéciaux : Napoléon Solo (2e voix)
  - L'Agence tous risques : le général Hunt Stockwell
- Ross Martin dans :
  - Bonne chance M. Lucky : Nick Andamo (2e voix)
  - Les Mystères de l'Ouest : Artemus Gordon[5]
  - Columbo : Dale Kingston (saison 1, épisode 4 : Plein cadre)
- Peter Graves dans :
  - Fury : Jim Newton
  - Le Courrier du désert : Christopher Cobb
- 1951-1955 : Les Aventures de Kit Carson : Kit Carson (Bill Williams)
- 1954-1959 : Rintintin : le lieutenant Rip Masters (James Brown)
- 1962-1971 : Le Virginien : Jim le Virginien (James Drury)
- 1972 : Columbo : Le Spécialiste : Dr Barry Mayfield (Leonard Nimoy)
- 1972-73 : Madigan : le sergent Dan Madigan (Richard Widmark)
- 1976 : Les Hommes d'argent : Alex Vandervoort (Kirk Douglas)
- Inspecteur Derrick :
  - 1978 : Georg Hassler (Ullrich Haupt (de)) (ép. 48 : Le père de Lisa)
  - 1992 : Thorsten Hohner (Ullrich Haupt (de)) (ép. 213 : Le théâtre de la vie)

### Série d'animation
- 1959-1964 : Les Aventures de Tintin, d'après Hergé : le colonel Jorgen

### Discographie (contes pour enfants)
- 1959 : Conte du monde entier : II Chine : la reine trop curieuse - Éditions Enfance du Monde.
- 1960 : Les souhaits ridicules, d'après Charles Perrault - Éditions de l'Erable.
- 1960 : Bec de grive, d'après Grimm - Éditions de l'Erable.

### Direction artistique

#### Cinéma

##### Films
- 1973 : Vivre et laisser mourir
- 1974 : Les Pirates du métro
- 1974 : Le Crime de l'Orient-Express
- 1974 : L'Homme au pistolet d'or
- 1976 : Un cadavre au dessert
- 1977 : L'Espion qui m'aimait
- 1978 : Pair et Impair
- 1978 : Midnight Express
- 1978 : FIST
- 1979 : Moonraker
- 1979 : Morsures
- 1980 : Le Dernier Vol de l'arche de Noé
- 1980 : La Coccinelle à Mexico
- 1980 : Raging Bull
- 1980 : Un drôle de flic
- 1981 : Rien que pour vos yeux
- 1981 : Les Voisins
- 1981 : Salut l'ami, adieu le trésor
- 1983 : Octopussy
- 1983 : Quand faut y aller, faut y aller
- 1983 : Bonjour les vacances
- 1985 : Dangereusement vôtre
- 1986 : Week-end de terreur
- 1987 : Tuer n'est pas jouer
- 1989 : Permis de tuer

## Commentaires
- 1995 : Kirk Douglas a été invité par Philippe Gildas pour son émission Nulle part ailleurs du 10 mai sur Canal+, en présence de Roger Rudel. L’osmose entre les deux acteurs était si parfaite que Claude Chabrol aurait dit un jour : « Je ne regarde jamais un film de Kirk Douglas, s'il n’est pas doublé par Roger Rudel ! »